# Есекс (Масачусетс)
Есекс (енгл. Essex) насељено је место без административног статуса у америчкој савезној држави Масачусетс.

## Демографија
По попису из 2010. године број становника је 1.471, што је 45 (3,2%) становника више него 2000. године.
| Група             | 2000.         | 2010.         |
| Белци             | 1.398 (98,0%) | 1.422 (96,7%) |
| Афроамериканци    | 3 (0,2%)      | 5 (0,3%)      |
| Азијати           | 4 (0,3%)      | 9 (0,6%)      |
| Хиспаноамериканци | 14 (1,0%)     | 18 (1,2%)     |
| Укупно            | 1.426         | 1.471         |